# ウィリアム・キャンベル (経営者)
ウィリアム・ヴィンセント・キャンベル Jr. (ビル・キャンベル 1940年8月31日 - 2016年4月18日) は、アメリカの企業経営者であり、コロンビア大学の理事会の議長およびインテュイットの役員会会長であった。彼は、Appleのマーケティング担当副社長兼取締役、 Claris、インテュイット、GO CorporationのCEOを歴任した。キャンベルは、とりわけ、グーグルのラリー・ペイジ、セルゲイ・ブリン、エリック・シュミット、サンダー・ピチャイ、そして、スティーブ・ジョブズ、ジェフ・ベゾス、Twitterのジャック・ドーシーとディック・コストロ、Facebookのシェリル・サンドバーグに対して経営相談役としてコーチした。

## 人生初期とキャリア
地元の学校関係者の息子であるキャンベルは、ペンシルベニア州ピッツバーグ近郊のホームステッドで生まれ育った。コロンビア大学に進学し、1959年から1961年までバフ・ドネリ監督の下でアメリカンフットボールをプレーし、4年生のときにはアイビー・リーグ代表チームに指名された。1962年に経済学学士号を取得して卒業。彼はアメリカでも有数のアマチュア・ラグビー・クラブの1つであるオールド・ブルー・ラグビー・フットボール・クラブ創設者である。1964年には、コロンビア大学ティーチャーズカレッジで教育学修士号を取得した。ボストンカレッジで6年間アシスタントコーチを務めた後、1974年から1979年までの6年間、コロンビア大学のフットボールチーム「コロンビア・ライオンズ」のヘッドコーチを務めた。最初の妻であるロベルタ・スパニョーラと出会ったのは、彼女がコロンビア大学学部寮の学部長補佐だったときであった。
その後広告代理店のJ・ウォルター・トンプソンに入社。その後転職し、コダックのヨーロッパ映画事業を担当するようになった。1983年、ジョン・スカリーに雇われ、Appleのマーケティング担当副社長になり、Appleのソフトウェア部門クラリスの経営を任された。クラリスを独立会社としてスピンオフさせることをスカリーが拒否したとき、キャンベルと幹部の多くはクラリスを去った。 スティーブ・ジョブズがAppleに戻った1997年以来2014年まで、キャンベルはAppleの役員会で社外取締役を務めた。
その後、タブレットコンピュータのオペレーティングシステムのパイオニアであるGO CorporationのCEOに就任した。1993年にGO Eo をAT&T Corporationに売却した後、彼は1994年から1998年までインテュイットのCEOを務めた。キャンベルは、2016年1月にインテュイットの取締役会会長を退任すると発表した。
キャンベルは、多くのテクノロジー企業の顧問を務め、2005年にはコロンビア大学の理事会会長に選出された。

## 逝去と遺産
2016年4月18日、癌のため75歳で亡くなった。妻のアイリーン・ボッチ・キャンベル、2人の子供、そして3人の継子たちが遺された。2016年4月21日、Appleは自社で開催した追悼会のため、決算発表を2016年4月26日（火）まで延期することを発表した。
彼の名誉を称えて、ナショナル・フットボール・ファウンデーションは1990年からウィリアム・V・キャンベル・トロフィーを、学業、運動、および社会奉仕の成果の最も優れた組み合わせでカレッジ・フットボール・プレーヤーに授与している。
インテュイットは、多様性とコミュニティ意識を促進しながら、メンターシップと成長に優れた選ばれた数の従業員に、Bill Campbell Coach's Award を贈っている。